# عباسعلی اختری
عباسعلی اختری (۱۳۱۸ – ۹ آبان ۱۴۰۱) روحانی شیعه ایرانی، نماینده تهران در دوره پنجم مجلس خبرگان رهبری، نماینده دوره‌های اول و هفتم مجلس شورای اسلامی و نماینده ولی فقیه سابق در استان سمنان بود.
او در سال ۱۳۶۰، طی حکمی از سوی روح‌الله خمینی، به نمایندگی ولی فقیه و امامت جمعهٔ سمنان منصوب شد تا اینکه در ۱۳۸۰ استعفا داد.
وی همچنین در دوره پنجم مجلس خبرگان رهبری نامزد شده بود و در فهرست اعلامی از سوی جبهه «جهادگران ایران اسلامی» قرار داشت که موفق به ورود به مجلس خبرگان رهبری نشد. با این حال، در انتخابات میان دوره‌ای خبرگان رهبری که در تاریخ ۲ اسفند ۱۳۹۸ برگزار شد، عباسعلی اختری با کسب آرای لازم توانست به جمع نمایندگان اضافه شود. او در نهم آبان ۱۴۰۱ بر اثر سرطان فوت کرد.

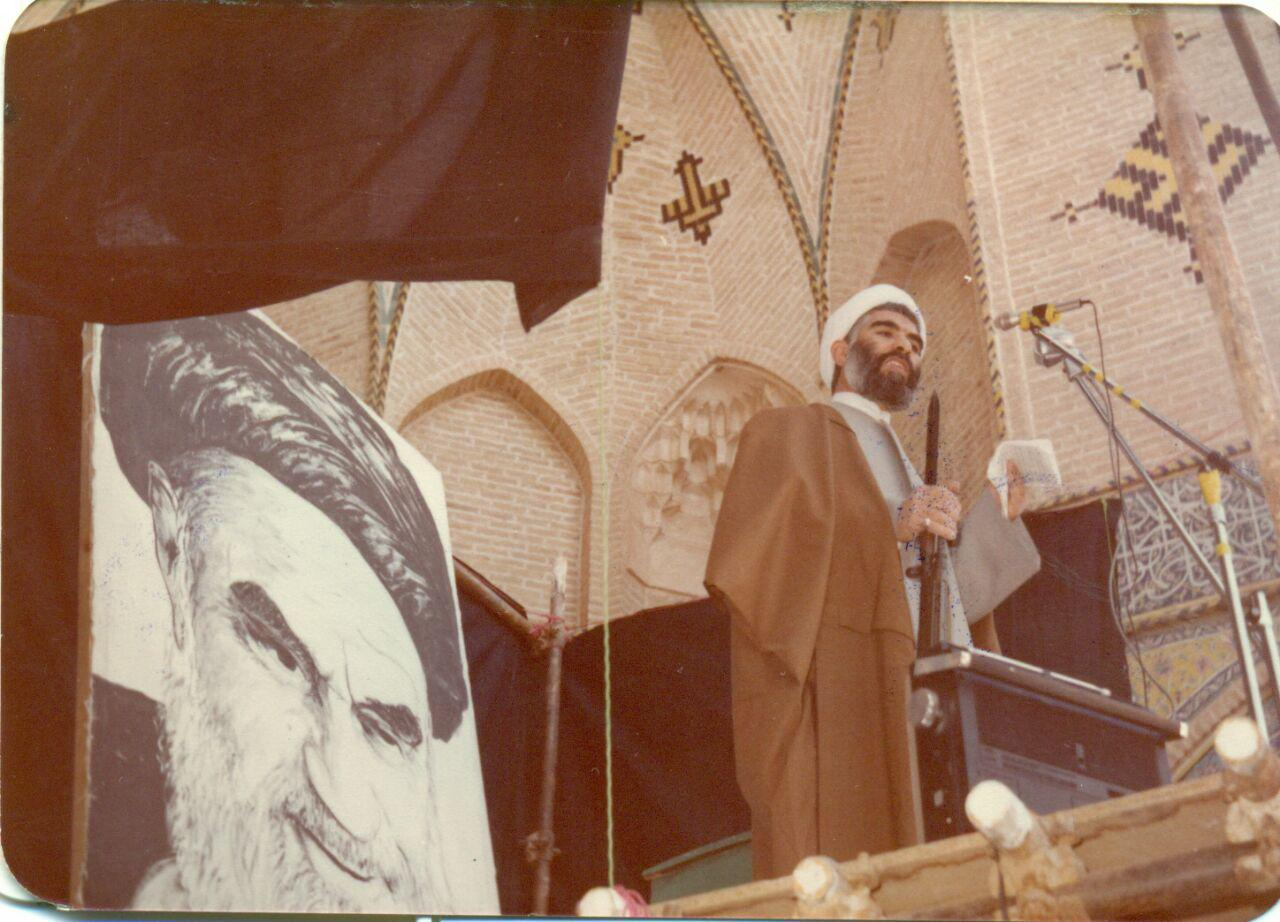
عباسعلی اختری در حال سخنرانی در مسجد جامع سمنان

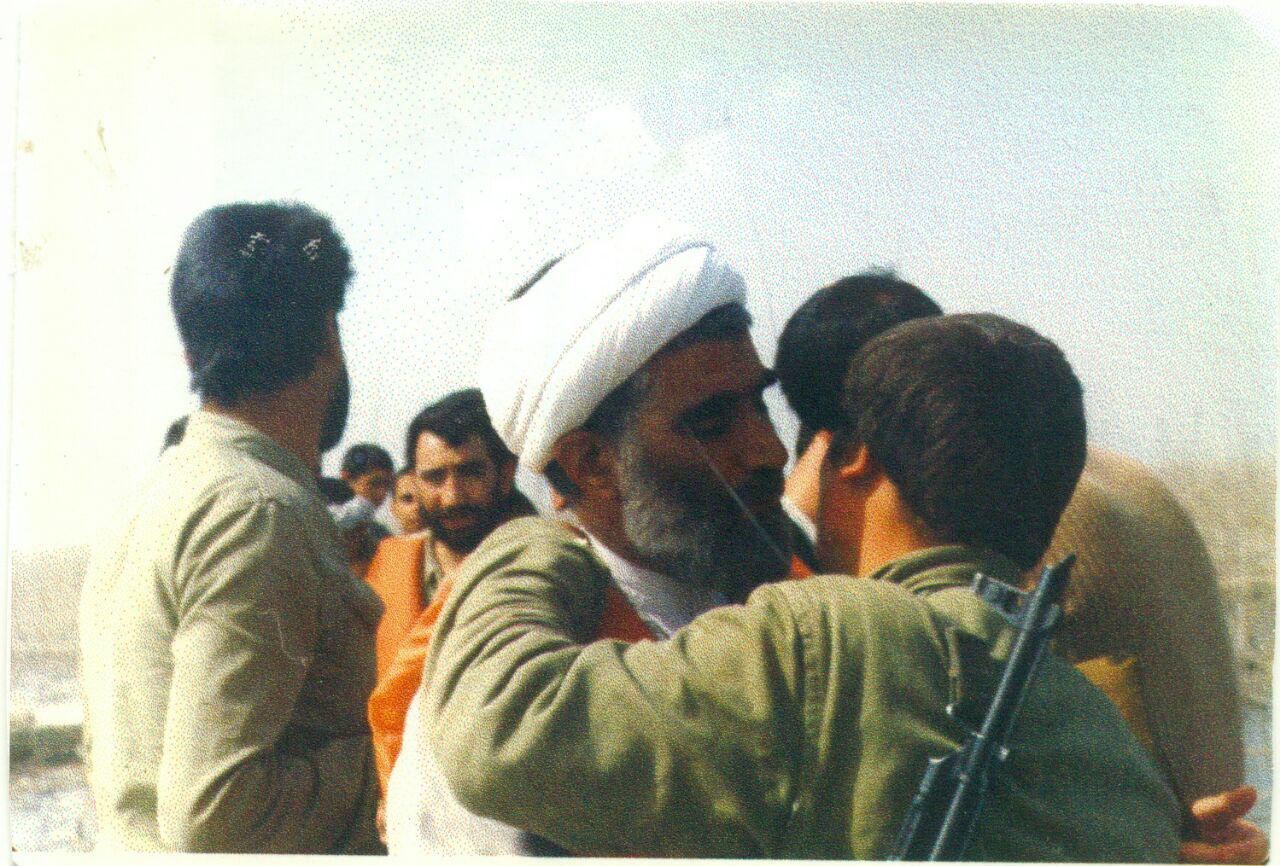
عباسعلی اختری در جبهه